# Bisdom Digne

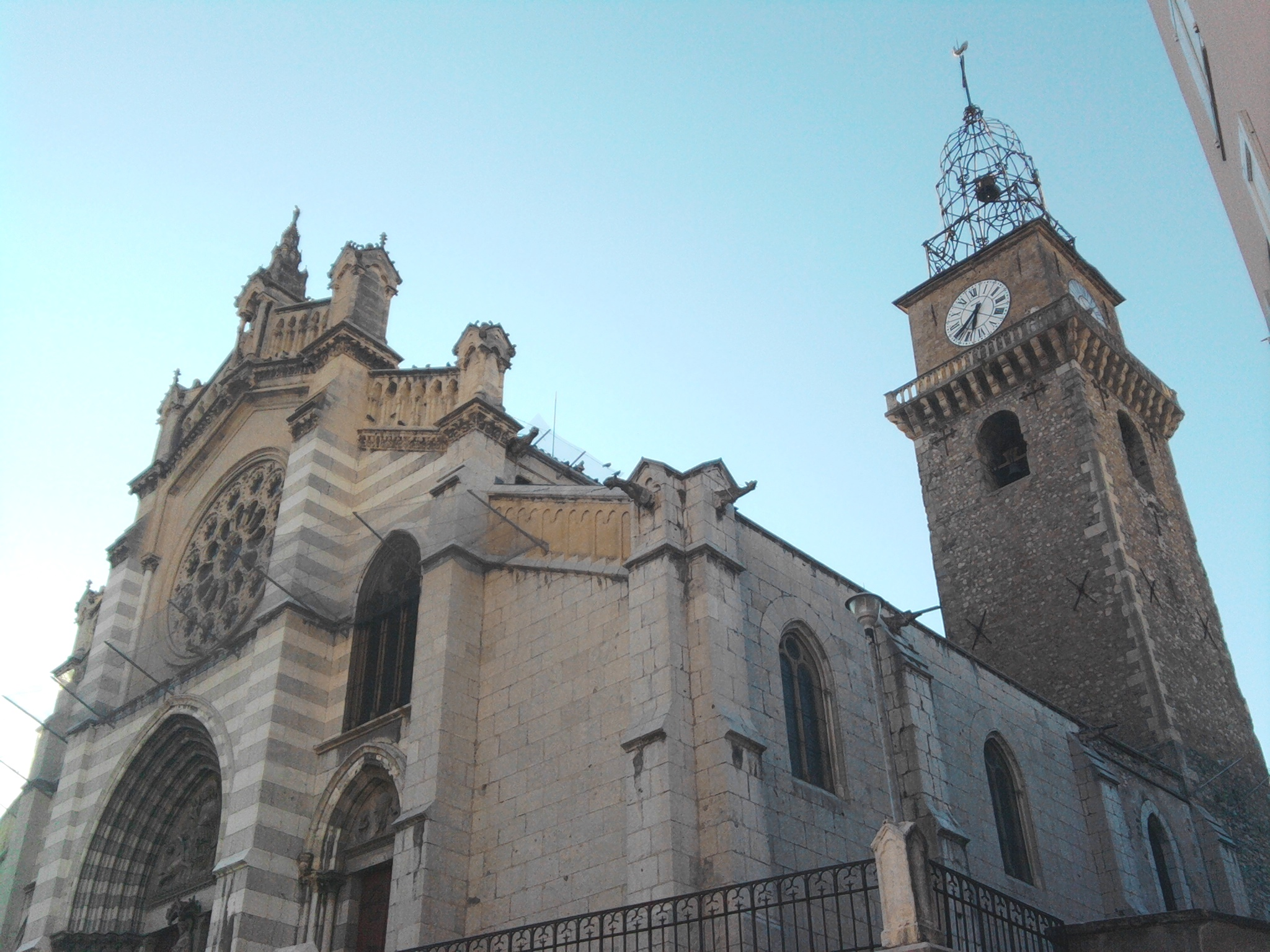
Kathedraal St. Jérôme in Digne, sinds de 16e eeuw de bisschopskerk

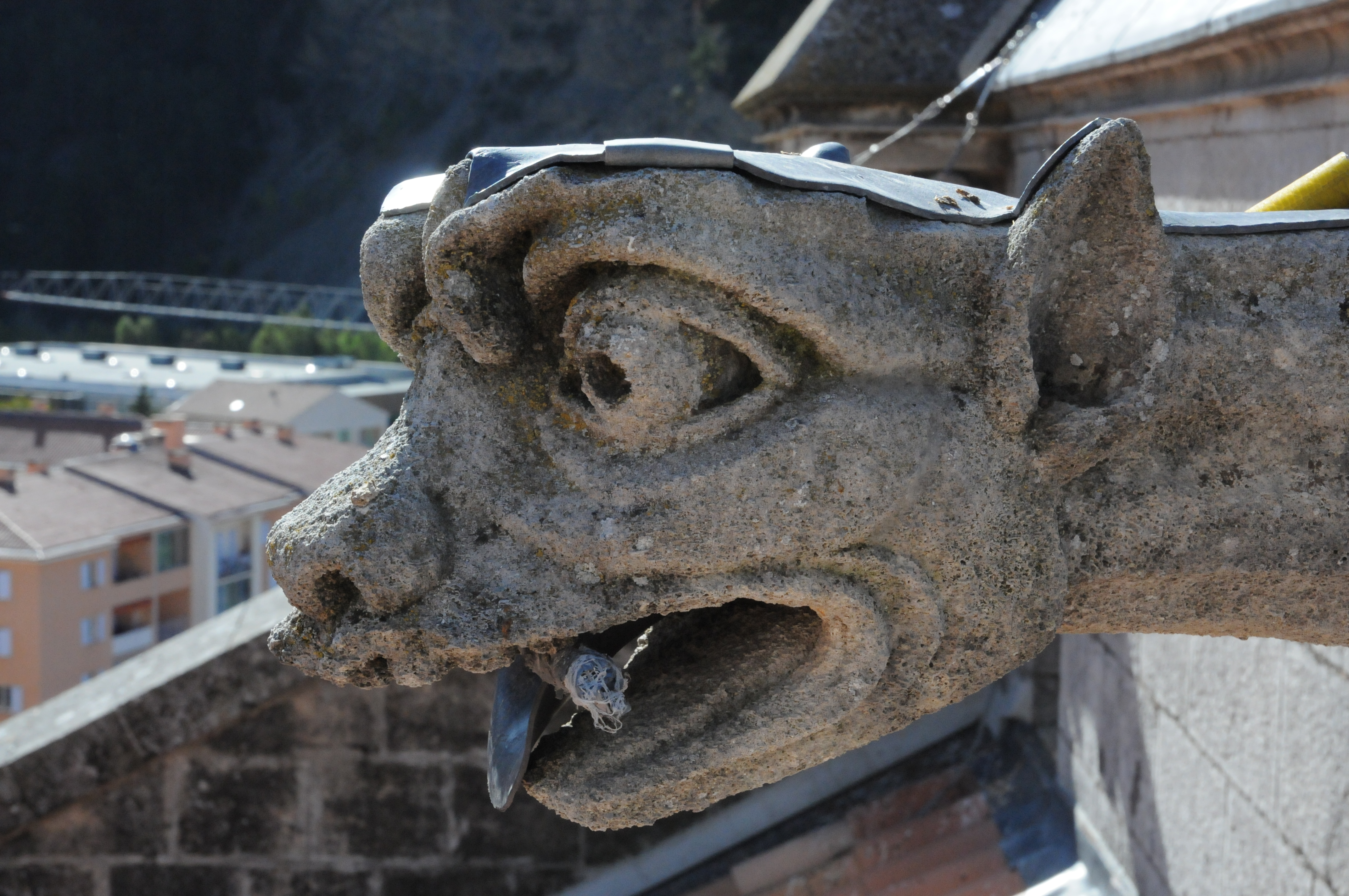
Waterspuwer van de kathedraal St. Jérôme

Het bisdom Digne, of voluit bisdom Digne-Riez-Sisteron (Latijn: Dioecesis Diniensis-Reiensis-Sistariensis) is een rooms-katholiek bisdom in Zuid-Frankrijk, in de regio Provence-Alpes-Côte d'Azur. De bisschopszetel is de stad Digne, met als kathedraal St. Jérôme sinds de 16 eeuw. Het grondgebied van het bisdom is deze van het departement Alpes-de-Haute-Provence. Het bisdom Digne is een suffragaanbisdom van de kerkprovincie van het aartsbisdom Marseille.
Bisschop van Digne is Emmanuel Gobilliard sinds 2022.
Historisch is Digne een van de talrijke bisdommen in de Provence van het Franse koninkrijk.

## Geschiedenis

### Gallo-Romeins
Het bisdom werd opgericht in de 4e eeuw, kort nadat het Edict van Milaan was uitgevaardigd in het Romeinse keizerrijk (313). Het bisdom bestaat sindsdien onafgebroken, al meer dan 1.700 jaar. Volgens de filosoof Gassendi was de eerste bisschop Domninus uit de Romeinse provincie Africa. Domninus was een missiebisschop, zoals zijn medestanders die de Romeinse provincie Alpes Maritimae kerstenden.

### Middeleeuwen

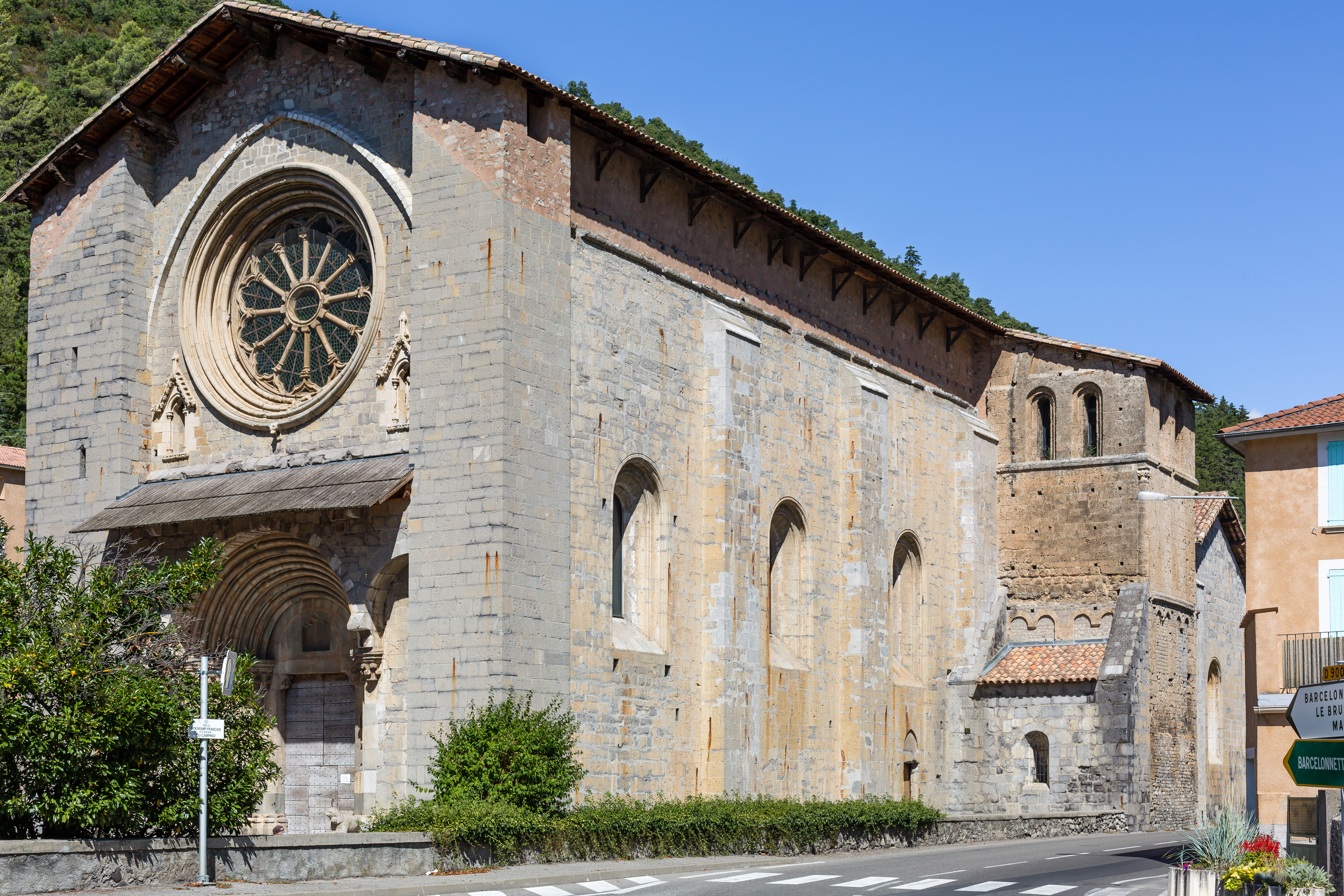
Voormalige kathedraal Notre-Dame-du-Bourg (tot 16e eeuw) in Digne

Het bisdom Digne was een eerder klein bisdom binnen de Dauphiné en later de Provence. Vanaf de 14e eeuw was de stad feitelijk verdeeld in 2 sectoren: deze van de bisschop (sector genaamd Rocha of Rots) en deze van de proost van de kapittelkerk van
de Notre-Dame-du-Bourg (sector genaamd Bourg of Burcht). Deze kapittelkerk was gedurende de middeleeuwen de kathedraal van Digne en was goed gebouwd tegen aanvallen. De bisschop had er te maken met een rivaliserende macht: de kanunniken van de kapittelkerk. Deze laatsten hadden gunsten bekomen van de edelman Raymond Berenger. In de jaren 1451-1452 raasde er bovendien een pestepidemie door de stad. Enkele jaren later organiseerden franciscanen een pogrom tegen de joodse inwoners van Digne; dezen werden uit Digne verjaagd.

### Nieuwe Tijd
Door de Franse godsdienstoorlogen werd er op vele plaatsen in de Provence gevochten. In Digne was dit niet anders. De hugenoten vandaliseerden de kathedraal Notre-Dame-du-Bourg in de jaren 1562 en 1591. De katholieke liga bestormde Digne als tegenaanval. Hierbij werd de kathedraal beschoten. De inwoners van de stad vernielden bovendien het bisschoppelijk paleis. Bij de laatste verovering van Digne door de Hugenoten besliste de bisschop de relikwieën van de Notre-Dame-du-Bourg over te plaatsen naar een andere kerk in de stad, de St. Jérôme. Hij deed dit om veiligheidsredenen. Zo had Digne twee kathedralen. Enige tijd lang werden de nieuw geïnstalleerde bisschoppen onthaald in de beide kathedralen. Finaal koos de bisschop van Digne voor de St. Jérôme (in de bisschoppelijke sector van de stad) als enige kathedraal.

### Nieuwste Tijd

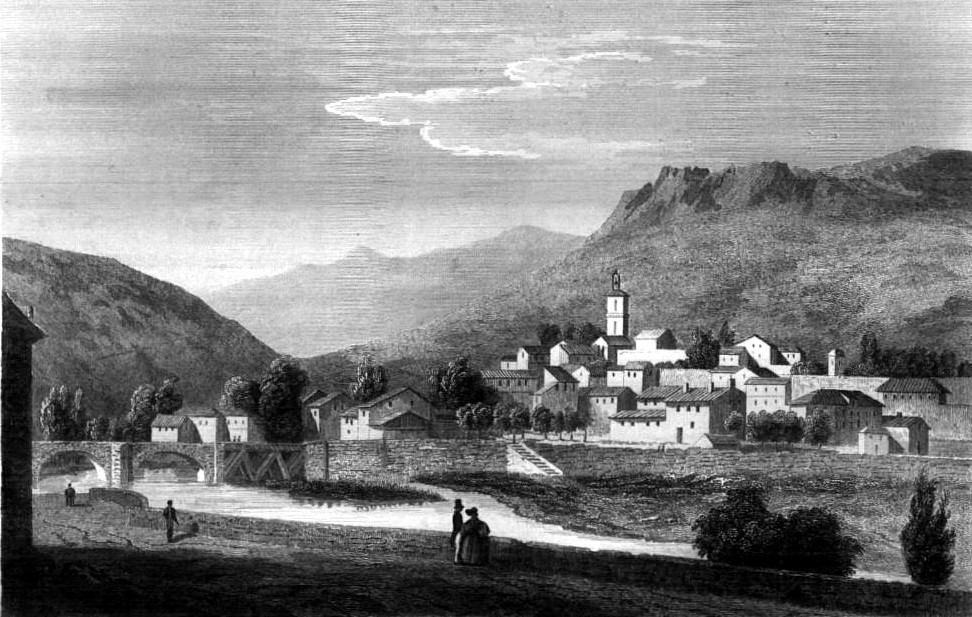
Digne, 19e eeuw

Het bisdom Digne bleef voort bestaan na de Franse Revolutie en het concordaat van 1801. Dit was merkwaardig want de meeste bisdommen waren afgeschaft, inbegrepen het bisdom Marseille en het aartsbisdom Embrun. In 1822 werd het bisdom Digne uitgebreid tot de grenzen van het huidig departement Alpes-de-Haute-Provence. Kerkelijk betekende dit dat het grondgebied van het bisdom Digne vergroot werd met brokstukken van 6 afgeschafte bisdommen: Apt, Entrevaux-Glandèves, Riez, Senez en Sisteron. Voortaan bezat het bisdom Digne niet alleen haar eigen afgeschafte Onze-Lieve-Vrouwekathedraal in Digne maar ook 5 afgeschafte kathedralen van deze bisdommen.
In 1916 kreeg het bisdom Digne de titels van bisdom Riez en bisdom Sisteron toegevoegd.

## Kerkprovincie

Het bisdom Digne

Eeuwenlang, sinds haar stichting, was het bisdom Digne afhankelijk van het aartsbisdom Embrun. De verklaring ligt in de Romeinse tijd: de bedrijvige Romeinse stad Embrun was de hoofdplaats van de provincie Alpes Maritimae. Over de eeuwen heen werd Embrun een dorp. Vanaf 1801 werd het bisdom Digne afhankelijk van het aartsbisdom Aix-en-Provence. Vanaf 2002 is het bisdom Digne afhankelijk van het aartsbisdom Marseille.

## Cijfers
Het bisdom heeft een oppervlakte van 6.925 km². In 2021 telde het bisdom 198 parochies. Het telde in dat jaar ongeveer 116.000 katholieken of 70,8% van de totale bevolking.

## Bisschoppen
Enkele bisschoppen onder het ancien régime:
- Domninus, 4e eeuw, eerste bisschop
- Vincentius, 4e eeuw, zoals Domninus uit Africa afkomstig
- Renaud de Porcelet, 14e eeuw, voorheen koster
- Guillaume d’Estouteville, 15e eeuw, later kardinaal
- Toussaint de Forbin-Janson, 17e eeuw, later kardinaal
- Jean-Armand de Rotondis de Biscarras, 17e eeuw

Bisschoppen vanaf 1802:
- Irénée-Yves Desolle (1802-1805)
- Bienvenu de Miollis (1805-1838)
- Marie-Dominique-Auguste Sibour (1839-1848, later aartsbisschop van Parijs)
- Marie-Julien Meirieu (1848-1880)
- Louis-Joseph-Marie-Ange Vigne (1880-1885)
- Alfred-François Fleury-Hottot (1885-1887)
- Henri-Abel Mortier (1887-1889)
- Pierre-Paul Servonnet (1889-1897)
- Jean Hazera (1897-1905)
- Dominique Castellan (1906-1915)
- Léon-Adolphe Lenfant (1915-1917)
- Jean-Joseph-Benoît-Marie Martel (1917-1923)
- Cosme-Benjamin Jorcin (1923-1958)
- René-Fernand-Bernardin Collin, O.F.M. (1958-1980)
- Edmond-Marie-Henri Abelé (1980-1987)
- Georges Pontier (1988-1996)
- François-Xavier Loizeau (1997-2014)
- Jean-Philippe Nault, S.J.M.V. (2014-2022)
- Emmanuel Gobilliard (2022-)